# Contea di Wasco
La contea di Wasco (in inglese Wasco County) è una contea dello Stato dell'Oregon, negli Stati Uniti. La popolazione al censimento del 2000 era di 23 791 abitanti. Il capoluogo di contea è The Dalles.

## Geografia
La contea si trova nel nord, in posizione centrale, dello Stato, al confine con lo Stato di Washington. A nord il confine è segnato dal fiume Columbia e a est dal fiume Deschutes. Nella parte meridionale si trova la Riserva di Warm Springs, per i nativi Wasco, Tenino e Paiute del Nord.

### Contee confinanti
- Contea di Klickitat (Washington) - nord
- Contea di Sherman - est
- Contea di Gilliam - est
- Contea di Wheeler - sud-est
- Contea di Jefferson - sud
- Contea di Marion - sud-ovest
- Contea di Clackamas - ovest
- Contea di Hood River - nord-ovest

## Storia
La contea fu creata nel 1854. Il nome deriva dal nome dei nativi dell'area, gli Wasco.

## Comuni

### Cities
- Antelope
- Dufur
- Maupin
- Mosier
- Shaniko
- The Dalles (capoluogo)

### Census-designated places
- Chenoweth
- Pine Grove
- Pine Hollow
- Rowena
- Sportsmans Park
- Tygh Valley
- Wamic